# Museo de Mongolia Interior
El Museo de Mongolia Interior (en chino: 內蒙古博物院) es un museo regional en la ciudad de Hohhot, en Mongolia Interior, en el norte de China.
Este museo fue fundado en ocasión del décimo aniversario de la creación de la Región Autónoma de Mongolia Interior, en el año 1957. El edificio original, expresivo de las características de las minorías locales, se encuentra en la intersección de la Calle Xinhua y la ruta Zhongshan, en el corazón de la ciudad de Hohhot, la capital de la región autónoma. Medio siglo más tarde, en 2007, un moderno museo más nuevo y 10 veces más grande fue construido a unos 5 kilómetros al este , ubicado en la intersección de la Calle Xinhua este y la segunda carretera de circunvalación este. Todos los objetos de exhibición se trasladaron al nuevo edificio, mientras que el edificio original todavía permanecía abierto al público, para exposiciones temporales, como una exposición de caligrafía a partir de 2014.